# Милионите на Брустър (филм, 1985)
Милионите на Брустър (на английски: Brewster's Millions) е американска комедия от 1985 година, на режисьора Уолтър Хил. Участват Ричард Прайър и Джон Кенди.

## Сюжет
Монтгомъри Брустър е пропаднал бейзболен играч, който неочаквано разкрива, че е единственият наследник на ексцентричен мултимилионер. Монти може да наследи цели 300 милиона долара, но само ако успее да профука 30 милиона за един месец. Ако се провали, отново се връща на нулата.

## В ролите
| Изпълнител     | Роля                       |
| -------------- | -------------------------- |
| Ричард Прайър  | Монтгомъри (Монти) Брустър |
| Джон Кенди     | Спайк Нолън                |
| Лонет Макки    | Анджела Дрейк              |
| Стивън Колинс  | Уорън Кокс                 |
| Дейвид Уайт    | Джордж Гранвил             |
| Джеръми Демпси | Норис Бакстър              |
| Джери Орбах    | Чарли Пеглър               |
| Пат Хингъл     | Едуард Раундфийлд          |
| Дейвид Уол     | Юджийн Провъст             |
| Рик Моранис    | Морти Кинг                 |

## В България
| Превод              | Ели Митова                                                                                          |
| Редактор            | Лилия Димова                                                                                        |
| Озвучаващи артисти  | Радена Вълканова Владимир Пенев Веселин Ранков Мариан Маринов Веселин Калановски Светозар Кокаланов |
| Тонрежисьор         | Трендафилка Немска                                                                                  |
| Режисьор на дублажа | Пенка Тотева                                                                                        |